# Stetoscop

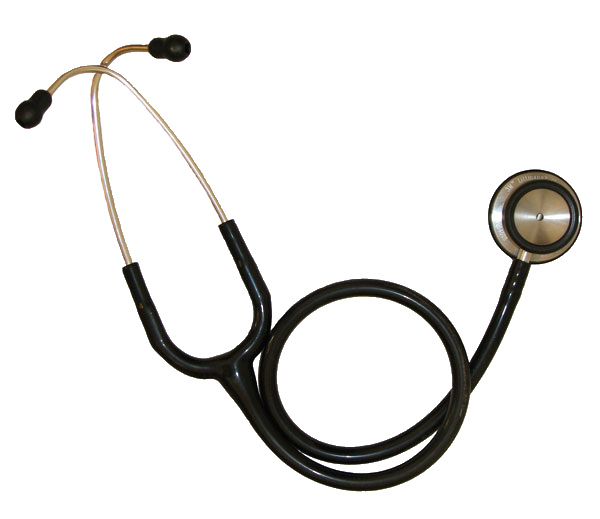
Un stetoscop biauricular modern

Stetoscopul (din greaca stethos = piept; skopos = observator, de la skopein = a vedea, a examina) sau fonendoscopul este un instrument acustic de diferite tipuri folosit în medicină pentru conducerea, amplificarea și perceperea zgomotelor (sunetelor) produse în interiorul organismului prin funcționarea normală sau patologică a diferitelor organe (inimă, plămâni etc.) sau în mecanică pentru stabilirea prin ascultare a defectelor de funcționare a unui motor. Stetoscopul este folosi cel mai adesea în auscultația pulmonară (respiratorie și pleurală) și cardiacă, dar și pentru percepția sunetelor (zgomotelor) arteriale, venoase, uterine, fetale, intestinale etc.  Stetoscopul a fost inventat în 1816 de René Laennec, și  era format dintr-un simplu tub plasat între urechea medicului și corpul pacientului, pentru auscultație. Un stetoscop simplu este format dintr-o diafragmă receptoare de sunete (care se aplică pe corp) conectată printr-un tub de plastic sau de cauciuc la urechile examinatorului. Stetoscoapele au diferite forme, dimensiuni și conțin materiale care favorizează auscultația mediată.  Stetoscoapele pot fi biauriculare, ale căror extremități sunt plasate în ambele urechi ale examinatorului sau monoauriculare, când extremitatea stetoscopului este plasată într-o singură ureche. Stetoscopul obstetrical este monoauricular și este folosit pentru auscultația cordului fetal. Cu stetoscopul diferențial se poate compara două sunete provenind din părți diferite ale corpului. Tipurile mai complicate de stetoscoape ca stetoscopul electronic  conțin un sistem electronic de amplificare a sunetelor și un sistem de selecție a tonurilor de joasă și înaltă frecvență, precum și posibilități de vizualizare,  înregistrare sau de comparare cu secvențe de sunete normale.  

## Legături externe
- „stetoscop” la DEX online